# Amadeus (Film)
Amadeus ist ein US-amerikanisches Filmdrama des Regisseurs Miloš Forman, das das Leben Wolfgang Amadeus Mozarts (1756–1791) aus der Sicht des Wiener Hofkomponisten Antonio Salieri (1750–1825) zum Thema hat. Der Film basiert auf dem erstmals 1979 aufgeführten Theaterstück Amadeus von Peter Shaffer, der auch das Drehbuch zum Film schrieb. Die Premiere fand am 6. September 1984 in Los Angeles statt. Kinostart in Deutschland war am 26. Oktober. Der Film gewann 8 Oscars – darunter den Hauptpreis – und gilt als Meisterwerk.

## Handlung
Der Film beginnt in Wien im Winter 1823, 32 Jahre nach Mozarts Tod. Erzählt wird Mozarts Leben nach den Erinnerungen des alten Hofkomponisten Antonio Salieri. Salieri hat einen Suizidversuch unternommen und ist deshalb in eine Irrenanstalt eingeliefert worden. Ein junger Priester besucht ihn, um ihm die Beichte abzunehmen.
Salieri erzählt ihm von seiner Jugend und vergleicht sie mit derjenigen des erfolgreicheren Mozart; er schildert seinen Traum, ein großer Musiker zu werden, und seine Zeit am Wiener Hof („Alle mochten mich, und ich mochte mich auch – bis er auftauchte“), bis Mozart als Konzertmeister des Fürsterzbischofs von Salzburg nach Wien kam.
Bei einem Konzert Mozarts erkennt Salieri dessen wahres Talent und seine eigene Mittelmäßigkeit. Seine Eifersucht wächst, da Gott ein „obszönes Kind“ mit göttlichem Talent segnete und ihm, Salieri, nur die Fähigkeit gab, dies zu erkennen.
Mozart stellt sich Kaiser Joseph II. vor. Dieser beauftragt ihn mit der Komposition einer Oper: Die Entführung aus dem Serail. Bei der Audienz demütigt Mozart Salieri, indem er am Hammerklavier eine seiner Kompositionen kritisiert und ins Lächerliche zieht. Dabei verändert er Salieris einfachen Marsch zu Non più andrai aus Figaros Hochzeit. Salieri sieht sich jedoch im Vorteil, da er entscheidende Träger des Hofstaates auf seiner Seite weiß, die Mozart das Leben in Wien schwer machen können, wie etwa den Direktor der Wiener Hofoper und den Grafen Orsini-Rosenberg.
Mozart heiratet Constanze Weber. Sein Leben wird überschattet von seinem kritischen Vater, der ihm (zu Recht) einen ausschweifenden Lebensstil vorwirft und die Ehe mit Constanze missbilligt. Mozarts schlechtes Gewissen und sein gespanntes Verhältnis zum Vater schlagen sich in der düsteren Musik nieder, die er zum Auftritt des mahnenden Komturs in der Oper Don Giovanni komponiert. Salieri sieht sich jede Aufführung von Mozarts Opern heimlich in seiner Privatloge an und erkennt immer mehr, dass Mozarts Musik der seinen weit überlegen ist.
Sein verschwenderischer Lebensstil bringt Mozart in Geldnöte. Dennoch schlägt er einen Posten als Musiklehrer der Erzherzogin Elisabeth aus, da er dazu seine Werke einer Kommission vorlegen müsste, der der missgünstige Graf Orsini-Rosenberg vorsteht.
Constanze geht ohne Mozarts Wissen zu Salieri in der Hoffnung, dieser werde ihrem Mann den Posten verschaffen, und legt ihm einige seiner Kompositionen vor. Salieri sieht sie sich an und stellt fest: „Da war sie wieder, die Stimme Gottes.“ Er kann nicht fassen, dass er Originale vor sich hat, denn es gibt keine Korrekturen. Er erkennt, dass Mozart einfach die Musik niedergeschrieben hat, die er schon fertig im Kopf hatte und die ihm von Gott eingegeben worden war. Zu den Klängen der Großen Messe in c-Moll lässt er die Notenblätter fallen und verlässt wortlos den Raum.
Nun stellt sich Salieri gegen Gott und schwört, dass er Mozart als „Gottes Inkarnation“ vernichten werde. Er lädt Constanze zum Abendessen ein. Sie kommt in der Überzeugung, er sei auf ein sexuelles Abenteuer aus, und hofft, dadurch ihrem Mann helfen zu können. Als sie mit nacktem Oberkörper vor Salieri steht, lässt dieser sie von einem Diener hinauswerfen. (Diese Szene ist eine von mehreren, die nur im Director’s Cut enthalten sind, in der ersten Kinofassung war sie nicht zu sehen.)
Nach dem Tod seines Vaters fühlt sich Mozart verfolgt. Denn Salieri, der durch ein bestochenes Dienstmädchen von Mozarts finanziellen Schwierigkeiten erfahren hat, verkleidet sich mit dem gleichen schwarzen Kostüm, das Leopold Mozart bei seinem Besuch in Wien auf einem Maskenball getragen hat. In dieser Aufmachung beauftragt er Mozart mit der Komposition eines Requiems und sichert ihm gute Bezahlung zu. Dies steigert Mozarts Verwirrtheit, da der anonyme Auftraggeber wie ein Geist des toten Vaters wirkt. Salieri plant, als anonymer Bote auf die Fertigstellung des Requiems zu drängen und ihn anschließend zu töten. Bei der Totenfeier zu Mozarts Begräbnis will er das Requiem aufführen und als seine Komposition ausgeben. So würde er letzten Endes doch noch den Sieg über Gott davontragen.
Als Mozart beginnt, sich mit Emanuel Schikaneder und seiner vor allem weiblichen Schauspielertruppe herumzutreiben, reist Constanze zur Kur nach Baden. Er schreibt seine letzte Oper, die Zauberflöte. Als er während der Uraufführung zusammenbricht, wird er von Salieri nach Hause begleitet und zu Bett gebracht. Kurz darauf klopft es an der Tür. Mozart glaubt, es sei der anonyme Bote, der sein Auftragswerk abholen will. Vor der Tür steht jedoch Schikaneder mit ein paar Sängerinnen und überbringt ihm den Erlös der Aufführung. Salieri lässt Mozart im Glauben, es sei der Bote gewesen, der auf die Fertigstellung des Requiems gedrängt habe. Mozart bittet Salieri, ihm bei der Fertigstellung der Komposition zu helfen, und diktiert ihm das Confutatis.
Am Morgen kommt Constanze zurück und sieht den schlafenden Salieri. Sie sperrt die Partitur des Requiems weg und vereitelt so Salieris Plan. Als sie Mozart wecken will, stellt sie fest, dass er soeben gestorben ist. Unter den Klängen des Lacrimosa wird Mozarts Leiche in ein Armengrab geworfen (wie damals üblich mit anderen Leichnamen). Salieri muss feststellen, dass Gott „seinen Liebling“ Mozart lieber hat sterben lassen, als ihm durch das Requiem einen kleinen Abglanz seines Könnens zuteilwerden zu lassen.
Viele Jahre später sind seine Gewissensbisse, der Grund für Mozarts Wahnvorstellungen und seinen frühen Tod zu sein, die Ursache für seinen Selbstmordversuch. Zudem erfüllt es ihn mit Verzweiflung, dass seine Musik schon zu seinen Lebzeiten verblasst ist, die von Mozart jedoch unsterblich geworden ist. Der Film endet in Salieris Zelle in einer Irrenanstalt, wo der nach der langen Erzählung mitgenommene Priester von Salieri mit den Worten getröstet wird, dass er für ihn sprechen werde und dass er der „Beichtvater“ des Priesters sei. Als er von einem Pfleger zur Toilette geschoben wird, nennt er sich „Schutzpatron aller Mittelmäßigen“ und erteilt den anderen Patienten Absolution. Dazu ertönt der zweite Satz aus Mozarts 20. Klavierkonzert. Unmittelbar vor dem Abspann ertönt noch einmal Mozarts charakteristisches Lachen.

## Musik
Die Musik zum Film (hauptsächlich Kompositionen von Mozart) wurde von der Academy of St Martin in the Fields unter Sir Neville Marriner aufgenommen. Im Booklet zur Soundtrack-LP erklärt er: „Das Gute an Amadeus ist, dass der Film um die Musik herum produziert worden ist und nicht, wie üblich, andersherum.“ Marriner, der als Bekannter von Shaffer vor dem ebenfalls empfohlenen Sir Colin Davis angesprochen worden war, willigte unter der Bedingung ein, dass keine einzige Note von Mozarts Musik für den Film verändert werden dürfe.
| Nr.          | Titel                                                                                | Autor(en)    | Interpret                                                                                             | Länge  |
| ------------ | ------------------------------------------------------------------------------------ | ------------ | --- | ------ |
| 1.           | Sinfonie Nr. 25 in g-Moll, KV 183: 1. Satz Allegro con brio                          | Mozart       | Sir Neville Marriner                                                                                  | 7:52   |
| 2.           | Eine kleine Nachtmusik – Serenade in G-Dur, KV 525: 1. Satz                          | Mozart       | Academy of St. Martin in the Fields                                                                   | 5:41   |
| 3.           | Stabat Mater: Quando Corpus Morietur und Amen                                        | Pergolesi    | Academy of St. Martin in the Fields                                                                   | 4:18   |
| 4.           | Salieris Marsch verwandelt zu Non più andrai (aus: Hochzeit des Figaro, KV 492)      | Mozart       | Simon Preston                                                                                         | 1:48   |
| 5.           | Mozart: Serenade Nr. 10 in B-Dur, KV 361 „Gran Partita“: 3. Satz Adagio              |              | Sir Neville Marriner                                                                                  | 6:13   |
| 6.           | Die Entführung aus dem Serail, KV 384: Janissaries Chor                              | Mozart       | Academy of St. Martin in the Fields                                                                   | 4:25   |
| 7.           | Die Entführung aus dem Serail, KV 384: Türkisches Finale                             | Mozart       | Suzanne Murphy                                                                                        | 1:28   |
| 8.           | Große Messe in c-Moll, KV 427: Kyrie                                                 | Mozart       | Felicity Lott                                                                                         | 6:29   |
| 9.           | Konzert für Flöte, Harfe und Orchester C-Dur, KV 299: 2. Satz Andantino              | Mozart       | Osian Ellis                                                                                           | 8:34   |
| 10.          | Sinfonie Nr. 29 in A-Dur, KV 201: 1. Satz Allegro moderato                           | Mozart       | Sir Neville Marriner                                                                                  | 5:43   |
| 11.          | Adagio in C-Dur für Glasharmonika, KV 617A                                           | Mozart       | Brussels Virtuosi und Marc Grauwels und Thomas Bloch                                                  | 6:02   |
| 12.          | Konzert in Es-Dur KV 365: 3. Satz Rondeaux (Allegro)                                 | Mozart       | Imogen Cooper                                                                                         | 7:13   |
| 13.          | Sinfonia concertante für Violine und Viola Es-Dur, KV 364: 1. Satz Allegro maestoso  | Mozart       | Academy of St. Martin in the Fields und Csaba Erdélyi und Levon Chilingirian und Sir Neville Marriner | 13:37  |
| 14.          | Zaide, KV 344: Arie „Ruhe sanft“                                                     | Mozart       | Felicity Lott                                                                                         | 6:27   |
| 15.          | Caro mio bene                                                                        | Giordani     | Michele Esposito                                                                                      | 2:37   |
| 16.          | Klavierkonzert Nr. 22 in Es-Dur, KV 482: 3. Satz Allegro – Andante                   | Mozart       | Ivan Moravec                                                                                          | 11:01  |
| 17.          | Die Hochzeit des Figaro: Ecco la marcia (3. Akt)                                     | Mozart       | Academy of St. Martin in the Fields                                                                   | 2:32   |
| 18.          | Die Hochzeit des Figaro: Ah tutti contenti (4. Akt)                                  | Mozart       | Sir Neville Marriner                                                                                  | 2:37   |
| 19.          | Bubak und Hungaricus                                                                 | Traditional  | Academy of St. Martin in the Fields                                                                   | 1:18   |
| 20.          | Axur: Finale                                                                         | Salieri      | Academy of St. Martin in the Fields                                                                   | 1:11   |
| 21.          | Klarinettenkonzert in A-Dur, KV 622: 2. Satz D-Dur                                   | Mozart       | Sir Neville Marriner                                                                                  | 12:19  |
| 22.          | Don Giovanni, KV 527: Komtur-Szene (2. Akt)                                          | Mozart       | Academy of St. Martin in the Fields                                                                   | 6:59   |
| 23.          | Klavierkonzert Nr. 20 in d-Moll, KV 466: 1. Satz, Allegro                            | Mozart       | Sir Neville Marriner                                                                                  | 13:30  |
| 24.          | Die Zauberflöte, KV 620: Ouvertüre                                                   | Mozart       | Academy of St. Martin in the Fields                                                                   | 6:51   |
| 25.          | Die Zauberflöte: Arie der Königin der Nacht (Der Hölle Rache kocht in meinem Herzen) | Mozart       | Louisa Kennedy                                                                                        | 2:58   |
| 26.          | Klavierkonzert Nr. 15 in B-Dur, KV 450: 3. Satz, Allegro                             | Mozart       | Academy of St. Martin in the Fields                                                                   | 8:17   |
| 27.          | Requiem, KV 626: Introitus (Orchestereinführung)                                     | Mozart       | Academy of St. Martin in the Fields                                                                   | 1:02   |
| 28.          | Requiem, KV 626: Dies irae                                                           | Mozart       | Academy of St. Martin in the Fields                                                                   | 1:52   |
| 29.          | Requiem, KV 626: Rex tremendae majestatis                                            | Mozart       | Academy of St. Martin in the Fields                                                                   | 2:06   |
| 30.          | Requiem, KV 626: Confutatis                                                          | Mozart       | Academy of St. Martin in the Fields                                                                   | 2:21   |
| 31.          | Requiem, KV 626: Lacrimosa                                                           | Mozart       | Academy of St. Martin in the Fields                                                                   | 3:47   |
| 32.          | Klavierkonzert Nr. 20 in d-Moll, KV 466: 2. Satz Romance                             | Mozart       | Imogen Cooper                                                                                         | 9:57   |
| Gesamtlänge: | Gesamtlänge:                                                                         | Gesamtlänge: | Gesamtlänge:                                                                                          | 166:38 |

## Fassungen
18 Jahre nach der ursprünglichen Kinofassung von 1984 kam ein Director’s Cut in die Kinos. Dieser enthält Szenen, die einige Nebenstränge der Handlung ausarbeiten – beispielsweise das schlechte Verhältnis zwischen Salieri und Mozarts Frau Constanze oder auch die unzureichenden Einkunftsmöglichkeiten Mozarts. Der Director’s Cut ist etwa 13 Minuten länger als die Kinoversion.
Die deutsche Fassung des Director’s Cuts musste wegen der zusätzlichen Szenen neu synchronisiert werden. Für Mozart und Constanze konnten dieselben Stimmen verwendet werden, Salieri wurde dagegen mit Joachim Höppner umbesetzt, da der ursprüngliche Synchronsprecher Gottfried Kramer 1994 verstorben war. Die zweite Synchronfassung entstand bei der FFS Film- & Fernseh-Synchron GmbH in München.
| Darsteller         | Figur                                        | 1. Synchro            | 2. Synchro        |
| ------------------ | -------------------------------------------- | --------------------- | ----------------- |
| F. Murray Abraham  | Antonio Salieri                              | Gottfried Kramer      | Joachim Höppner   |
| Tom Hulce          | Wolfgang Amadeus Mozart                      | Detlev Eckstein       | Detlev Eckstein   |
| Simon Callow       | Emanuel Schikaneder                          | Joachim Kemmer        | Christian Tramitz |
| Roy Dotrice        | Leopold Mozart                               | Robert Dietl          |                   |
| Christine Ebersole | Caterina Cavalieri                           | Alexandra Lange       |                   |
| Jeffrey Jones      | Kaiser Joseph II.                            | Peter Matic           | Peter Matic       |
| Charles Kay        | Graf Orsini-Rosenberg                        | Manfred Schuster      |                   |
| Patrick Hines      | Kapellmeister Giuseppe Bonno                 | Joachim Kerzel        |                   |
| Jonathan Moore     | Baron Gottfried van Swieten                  | Hans-Werner Bussinger |                   |
| Richard Frank      | junger Priester                              | Joachim Kerzel        | Crock Krumbiegel  |
| Vincent Schiavelli | Salieris Diener zu Beginn mit Kerzenleuchter | Horst Schön           | Reinhard Brock    |

## Hintergrund
- Die Dreharbeiten fanden hauptsächlich in der Tschechoslowakei (in Prag und Kroměříž) sowie in Wien und für einige Szenen im Schloss Guermantes nahe Lagny-sur-Marne, Département Seine-et-Marne statt.
- Kinostart in den USA war am 19. September 1984, in Deutschland am 26. Oktober 1984. Im Jahr 2002 kam der Film nochmals in einem leicht veränderten Director’s Cut in die Kinos: In Deutschland am 28. Februar 2002, in den USA (in einer begrenzten Veröffentlichung) am 5. April 2002.
- Das Filmprojekt stieß auf kein Interesse bei den Studios in Hollywood, weil „es ein Kostümfilm war, es um klassische Musik ging, es in einer längst vergangenen Zeit in einem entfernten Winkel in Europa spielte, der keinen interessierte und weil es ein kostspieliges Vorhaben war“. Shaffer und Forman wandten sich schließlich an Saul Zaentz, der bereits Formans Einer flog über das Kuckucksnest produziert hatte.[4]
- Die Produktionskosten wurden auf rund 18 Millionen US-Dollar geschätzt. Der Film spielte in den Kinos der USA bis 1985 rund 51,5 Millionen US-Dollar ein, die Wiederaufführung im Jahr 2002 spielte in den US-Kinos nochmals rund 360.000 US-Dollar ein.
- In Deutschland erhielt der Film die Goldene Leinwand 1985 für das Erreichen von 3 Millionen Zuschauern in 18 Monaten.
- Für die Rolle der Constanze war ursprünglich Meg Tilly vorgesehen. Am Tag vor ihrem Drehbeginn zog sie sich beim Fußballspielen mit Kindern auf der Straße einen Bänderriss zu, so dass sie ersetzt werden musste.[5]
- Im Film Last Action Hero wird öfter davon gesprochen, dass die von F. Murray Abraham gespielte Figur Mozart getötet habe. Dies ist eine Anspielung auf dessen Rolle als Antonio Salieri im Film Amadeus.

## Realität und Fiktion

### Der Neid Salieris
Salieri hatte, seit Mozart in Wien ankam, immer die bessere Position, war beim Publikum sowie bei Kaiser Joseph II. mindestens so hoch, wenn nicht gar höher angesehen als Mozart. Mozart strebte hingegen immer nach einer Anstellung, wie Salieri sie innehatte. Somit war, auch wenn Salieri wahrscheinlich den besseren Komponisten in ihm erkannte, kein Grund gegeben, den im Film dargestellten hasserfüllten Neid auf Mozart zu entwickeln. Ein wirklich belegtes Zerwürfnis entstand kurzzeitig, als Mozart sowohl das Libretto für Così fan tutte, das eigentlich Salieri vorgelegt, aber von diesem nicht zu einer Oper verarbeitet worden war, als auch einen Marsch von Salieri dazu nahm und darum eine eigene Oper (bzw. die Musik dazu) schrieb. Als Mozart Salieri einmal zu einer Aufführung der Zauberflöte einlud, lobte dieser jede Arie, was Mozart stolz seiner Frau Constanze brieflich mitteilte. Zeitzeugen berichten, beide würden zwar in Konkurrenz zueinander stehen, jedoch getragen von gegenseitigem, professionellem Respekt. Die Legende, dass Mozart von Salieri vergiftet worden sei, geht auf das 1832 verfasste fiktionale Theaterstück Mozart und Salieri des russischen Dichters Alexander Sergejewitsch Puschkin zurück, das die Vorlage für Nikolai Andrejewitsch Rimski-Korsakows gleichnamige Oper (Mozart und Salieri, 1897) war.

### Mozart als infantiler Clown
Nur ein Bruchteil seiner erhaltenen Briefe (wie beispielsweise die berühmten Bäsle-Briefe) lässt sich mit einem solchen Bild in Verbindung bringen. Zu Mozarts Lebzeiten war es allerdings bis in die höchsten Schichten üblich, mitunter in Fäkalhumor zu sprechen und zu schreiben. In den meisten Briefen vermittelt Mozart aber einen anderen Eindruck als im Film dargestellt, durchaus fähig auch zur Ernsthaftigkeit bis hin zu intellektuellen, kritischen Gedanken wie zum Beispiel über den Tod (4. April 1787) oder die Ständegesellschaft (20. Juni 1781). Außerhalb der Musik beherrschte Mozart mehrere Fremdsprachen, beschäftigte sich mit Literatur zu Themen wie Philosophie, Geisteswissenschaften und dergleichen.

### Als der Bote dasRequiemin Auftrag gibt, hört man die Stimme Salieris hinter der Maske
In Wahrheit gab ein Bote des Grafen von Walsegg das Requiem in Auftrag. Er wollte ein Requiem für das Begräbnis seiner Frau. Geheimhaltung verlangte er, weil der Graf die Angewohnheit hatte, Werke anderer Komponisten als seine eigenen auszugeben.

### Mozart diktierte Salieri am Sterbebett das Requiem
Salieri war nicht am Sterbebett anwesend. Die im Film klanglich so eindringlich geschilderte Szene, in der Mozart Salieri die Instrumentation des Abschnittes "Confutatis maledictis" in die Feder diktiert, verwendet die nachträglich von Eybler bzw. Süßmayr komponierten Ergänzungen der Blechbläser- und Paukenstimmen. Tatsächlich von Mozart stammen im gesamten Abschnitt durchgehend nur die Baßstimme und stellenweise die Violin- und Violastimmen.  Mozart starb nicht in der Premierennacht der Zauberflöte, sondern zwei Monate später; auch nicht am helllichten Tag, wie im Film gezeigt, sondern nach Mitternacht um ca. 1:00 Uhr.

### Salieri und Mozart dirigierten ihre Opern stehend vor der Bühne
Das war im 18. Jahrhundert nicht üblich, dafür gab es eigene Konzertmeister. Meist spielten jedoch die Komponisten die ersten Aufführungen am Cembalo oder Fortepiano mit, unterstützend mit wenigen Gesten zu Sängern und Orchester. Es gab jedoch auch Ausnahmen, so dirigierte Mozart die Premiere seiner Oper Die Zauberflöte „aus Hochachtung für ein gnädiges und verehrungswürdiges Publikum, und aus Freundschaft gegen den Verfasser des Stücks“ selbst.

### Constanze hat Mozart nach einem Streit verlassen
Constanze Mozart musste krankheitsbedingt zur Kur nach Baden.

### Salieri als verbitterter Einzelgänger
Salieri heiratete 1774 Theresia Helferstorfer, mit der er acht Kinder hatte. Zeitzeugen zufolge war er ein durchweg freundlicher Mensch, und er wurde auch für seine musikpädagogische Kompetenz geschätzt; unter seinen Schülern befinden sich große Namen wie Ludwig van Beethoven, Franz Schubert, Franz Liszt, Johann Nepomuk Hummel; auch Mozarts Sohn Franz Xaver Wolfgang war Schüler von Salieri.

### Mozart als Genie ohne Anstrengung
Ein zentrales Thema des Stückes wie des Films ist die vermeintliche „Ungerechtigkeit“ Gottes oder des Schicksals bei der Verteilung von Begabungen. So empfindet dies Salieri, der an seiner eigenen künstlerischen Mittelmäßigkeit leidet. Demgegenüber wird Mozart als Genie dargestellt, das seine Eingebungen direkt von Gott erhält und aus dem die Musik ohne Mühe und Anstrengung nur so heraussprudelt. Tatsächlich aber komponierte Mozart stets mit höchstem Einsatz und übte von Kindesbeinen an zahlreiche Stunden. Er erhielt eine hervorragende Ausbildung, zuerst von seinem Vater. Wenn er später tatsächlich seine Kompositionen zuweilen in unvorstellbarer Geschwindigkeit zu Papier brachte, so hatte er dies nicht nur seiner Begabung zu verdanken, sondern auch seiner langjährigen Erfahrung, seinem außergewöhnlichen Gedächtnis und jener besonderen Fähigkeit, Musik „denken“ zu können, noch bevor er sie niederschrieb. Mozart arbeitete durchaus mit Entwurfsskizzen, die jedoch zum großen Teil von seiner Frau nach seinem Tod vernichtet wurden.

### Sonstiges
- Die Hochzeitsszene wurde in der Prager Kirche des Hl. Jillich gedreht. In Wirklichkeit heiratete Mozart im Wiener Stephansdom, in dem auch seine Aussegnung erfolgte (diese in der dortigen Kreuzkapelle). Für die Filmszene, in der Mozarts Sarg die Kirche verlässt, diente ein Seiteneingang, ebenfalls der Jillichkirche, als Drehort.[18][19][20]
- Im Film folgt der Uraufführung von Salieris Oper „Axur“ als Szene unmittelbar die Meldung über den Tod von Mozarts Vater Leopold. Tatsächlich starb Leopold Mozart im Mai 1787, die Uraufführung von „Axur“ war erst ein halbes Jahr später im Januar 1788.[21][22]
- Am Ende der „Axur“-Uraufführung überreicht Kaiser Joseph Salieri eine Auszeichnung in Form einer Halskette mit Medaillon. Vermutlich handelt es sich um die große goldene Zivil-Ehrenmedaille mit Kette, die Salieri aber erst 1816, also lange nach Mozarts Tod, von Kaiser Franz I. erhielt. Die Ehrung wurde in Abwesenheit des Kaisers vom Obersthofmeister Fürst Trauttmansdorff-Weinsberg vorgenommen.[23][24]
- Die Arie Der Hölle Rache kocht in meinem Herzen aus der Zauberflöte wird mit einem Bühnenbild gezeigt, das erst um 1815 von Karl Friedrich Schinkel entworfen wurde.[25]
- Im Film wohnt Mozart ausschließlich in derselben Wiener Wohnung. Tatsächlich aber zog er mehrmals (vermutlich aus finanziellen Gründen) in Wien um.[26]
- Mozart wurde nicht aus finanziellen Gründen in einem Armengrab beigesetzt, wenn überhaupt. Die Beerdigung in einer mehrfach belegten, nicht mit einem Grabstein gekennzeichneten Grabstätte entsprach der damals in Wien üblichen Bestattungsweise.[27]
- Erfunden wurde u. a., dass Constanze einmal heimlich Salieri mit Noten Mozarts um Hilfe bat sowie dass eine Dienstmagd in Mozarts Wohnung für Salieri Details seiner momentanen Arbeiten ausspionieren sollte.
- Im Film sieht man ausschließlich einen Sohn Mozarts. Tatsächlich hatte Mozart mit seiner Frau Constanze sechs Kinder, von denen allerdings vier im Säuglingsalter verstarben.[28]
- Dem Film zufolge ist Mozart ein junger Mann und Salieri bereits deutlich älter. Der wirkliche Salieri hingegen wurde gerade einmal fünfeinhalb Jahre vor Mozart geboren, was der Film zu Beginn kurz zeigt. Beide Komponisten sind in Salieris Erinnerungen als Kinder zu sehen, wobei dieser betont, er befasste sich noch mit „kindlichen Spielen“, während Mozart bereits ein bekannter Musiker war und vom jungen Salieri stets verehrt wurde. Durch den Altersunterschied zwischen Abraham und Hulce verlief sich dies jedoch in der folgenden Haupthandlung.
- Joseph II. (1741–1790) wird mehrfach als „Kaiser von Österreich“ bezeichnet. Tatsächlich wurde das Kaisertum Österreich erst am 11. August 1804 gegründet. Joseph II. war Kaiser des Heiligen Römischen Reiches Deutscher Nation.

## Filmische Umsetzung des Theaterstücks
Die folgenden Aussagen basieren auf der Kinofassung von 1984, nicht auf dem Director’s Cut.
Das Theaterstück Amadeus, dem der Film so weit wie möglich folgt, arbeitete bereits mit zahlreichen Verfremdungen, die eher filmischer Natur sind:
- Zeitmanipulationen durch Rückblende (Erzählsituation in der Jetzt-Zeit des Stücks [Salieris Erzählen], eigentliches Stück ist Re-Enactment der geschilderten Ereignisse), Freeze, Zeitvorgaben durch Figurentext (z. B. zum Überspringen von Zeiträumen).
- Raummanipulationen durch Lightbox (quasi Rückprojektion) für schnelle Ortswechsel; Scheinwerfer-Fokus.

Der Film behält die Erzählsituation bei, die Rolle des Theaterpublikums übernimmt ein junger Priester, der kaum Redetext hat und lediglich als Stichwortgeber für Salieri fungiert. Aus der Bekennung in Vorbereitung des Selbstmordes ist im Film die Beichte nach einem missglückten Selbstmordversuch geworden. Amadeus war der erste Film, für den Forman von der linearen Erzähltechnik abwich und mit Rückblenden arbeitete.
Die Kameraperspektive erfüllt zwei scheinbar widersprüchliche Aufgaben:
- Subjektive Perspektive: Wie im Theater bleibt die Kamera auf Augenhöhe, sie nimmt (teilweise erkennbar) die Perspektive einer Figur ein. Während Salieri im Theaterstück durch seine Beeinflussung der Bühnenzeit (Freeze, Zeitsprünge, Ortswechsel) die subjektive Perspektive betonte, wird dies im Film durch die Kameraperspektive verdeutlicht, die nur in Szenen mit Salieri (sowohl als Erzähler als auch als Figur) neutrale Standorte einnimmt.
- Theatersituation: Die Kamera ist zwar beweglich, jedoch gibt es nur das Schwenken von einem Standpunkt aus. Abgesehen von Mozarts Eintauchen in das Markttreiben bleibt der Blickwinkel stets auf Augenhöhe mit der Person im Bild, ob diese nun liegt, sitzt oder steht bzw. in Augenhöhe einer blickenden Person. Plateau-Aufnahmen werden aus leichter Untersicht gefilmt. Dies und die Verharrung auf einem Standort bei der Kamerabewegung simuliert in Ansätzen den an seinen Platz gebundenen Theaterbesucher.

Auch im Film bleibt Salieri die ordnende Instanz, der durch seine Erzählung die Zeit und den Ort vorgibt. Bei größeren Wechseln wird zur Erzählsituation gewechselt, wodurch der Film harmonisch bleibt und nicht durch Montage Sinn herstellen muss; dies kann stets durch Figurenrede erfolgen. Salieris teilweise Off-Erzählung verbindet die einzelnen Handlungsmomente und -situationen.
Wie beim Theaterstück werden Salieris Betrachtungen von Mozarts Notenblättern musikalisch illustriert. Darüber hinaus nutzt der Film die Möglichkeiten der illustrierenden Musik intensiver. Stets wird die Musik eingespielt, die an diese Stelle passt, weil Salieri die Noten dazu liest, weil er sie beschreibt, kommentiert, hört oder imaginiert. Somit ist die Musik (ebenso wie die Kamera) oft subjektiv: das Publikum hört das gleiche, was der Protagonist hört oder sich vorstellt zu hören. Dabei setzt Musik mitunter vor dem auslösenden Handlungsmoment ein, und noch öfter klingt sie weit in die nächsten Szenen hinein fort. Szenen werden musikalisch kommentiert, verbunden oder deren Atmosphäre unterstrichen.
Opernaufführungen werden opulent inszeniert, dabei ist die Bühnensituation erkennbar (durch Vorhänge am Bildrand, Bühnenaufbauten oder ähnlichem). Die Perspektive ist die des Opernpublikums (also frontal) oder einer bestimmten Figur im Zuschauerraum. Auch sonst ist die Räumlichkeit stets präsent: beispielsweise sind fast immer sichtbare Türen nötig, damit Figuren zu einer Szene hinzukommen oder diese verlassen können. Der Mangel an Nahaufnahmen zeigt die Figuren im Raum (oft Halbtotale), was einerseits die Verhältnisse der Figuren untereinander unterstreicht, aber auch die jeweilige räumliche Situation (und die Gestaltung des Raums) betont.
Stets sprechen nur zwei Personen miteinander. Es gibt keine einander überlagernden Äußerungen. Eine Figur kann sich kurz einer anderen zuwenden und dann wieder mit der ersten sprechen. Nur einer redet auf einmal. Auch der Off-Kommentar wartet Textpausen ab, und Mozart kommentiert nie über Gesang bei Proben.
Der Großteil der Verfremdungseffekte des Theaterstückes wird im Film wieder aufgehoben, der durch seine Inszenierung eine theatrale Wirkung verstärkt. Eine dem Medium zugehörige Zuhörerinstanz tritt auf, im Stück nur angedeutete Hintergründe werden naturalistisch ausgestaltet. Die Hilfsmittel Rückblende und (Off-)Erzähler werden aus dem Stück übernommen.

## Kritiken
Amadeus gilt als Meisterwerk, was sich auch in den Auswertungen US-amerikanischer Aggregatoren widerspiegelt. So erfasst Rotten Tomatoes größtenteils wohlwollende Besprechungen und ordnet den Film dementsprechend als „Zertifiziert Frisch“ ein. Dort formuliert man den Konsens:

“A lavish, entertaining, powerful film about the life and influence, both positive and negative, of one of Western culture’s great artists.”

„Ein überschwänglicher, unterhaltsamer, beeindruckender Film über das Leben und den Einfluss, sowohl positiv als auch negativ, eines der größten Künstler der westlichen Kultur.“

Metacritic ermittelt aus den vorliegenden Bewertungen „Einhelliges Kritikerlob“. Und They Shoot Pictures, Don’t They? zählt den Film zu den angesehensten Werken der Filmgeschichte.
Kritiker lobten mehrheitlich das Zusammenwirken von Drehbuch, Darstellern, Regie und Mozarts Musik. Einige sahen den Operngenuss dadurch getrübt, dass die ursprünglich deutschen Libretti im Film auf Englisch gesungen werden. Amadeus gehört zu den Lieblingsfilmen prominenter Kritiker wie James Berardinelli oder Roger Ebert.

„Aus dem Theaterreißer mit der Paraderolle des alten Salieri, der dem Publikum seinen perfiden Vernichtungsplan in einer grandios bühnenwirksamen Conference beichtet, hat der Hollywood-Tscheche Miloš Forman (Einer flog über das Kuckucksnest) jetzt einen Mozart-Film gemacht. Statt der Theater-Effekte (Salieri, gespielt von F. Murray Abraham, beichtet jetzt einem Kirchenmann) setzt der Amadeus-Film erfolgreich auf Kino-Wirkungen: wunderbar erdachte Szenerien alter Mozart-Opern, Überblendungen, bei denen sich eine keifende Schwiegermutter in die koloraturenschmetternde Königin der Nacht verwandelt, und der Kerzenschimmer des josephinischen Wien. Im Unterschied zum Theater ist hier nicht Salieri, sondern Mozart (Tom Hulce spielt ihn mit unwiderstehlicher Jungenhaftigkeit) der absolute Star. Manchmal trägt er geradezu eine Punk-Frisur, immer aber ist sein unbekümmert meckerndes Lachen so etwas wie ein (Violin-)Schlüssel zu dem mozartischen Übermut. Mozarts Musik erklärt auch dieser opulent vergnügliche Film nicht: Oder soll man wirklich glauben, daß der Don Giovanni samt Steinernem Gast sich aus einer unbewältigten Vaterfigur herleiten läßt? Freud und Zelluloid sind geduldig, Mozart kann’s verkraften: im Zweifelsfalle scheißt er drauf.“

Nicht hinter dem Berg mit seiner negativen Meinung über den Film und seine Vorlage hält der Schriftsteller und Musikkenner Maarten ’t Hart in seinem Mozartbuch:

„Das Bild, welches das Theaterstück von Shaffer und der Film von Miloš Forman vermitteln, hat fast keine Ähnlichkeit mit dem wirklichen Mozart. Wer ihn kennenlernen will, der lese seine Briefe und mache einen großen Bogen um diesen widerlichen Mistfilm und das vollkommen geschmacklose Theaterstück.“

Das Lexikon des internationalen Films schreibt, dass Mozart sowohl „entmystifiziert“ als auch „erneut verklärt“ werde und zieht über den Film folgendes Fazit: „Das Thema des zugrundeliegenden Theaterstücks – der Konflikt zwischen Genie und Mittelmaß, zwischen Schein und Realität von Kunstrezeption und Kunstproduktion – findet zwar Eingang in die Handlung, wird aber immer wieder von virtuos gestaltetem Entertainment überlagert.“

## Auszeichnungen
- Oscarverleihung 1985
  - gewonnen:
    - Bester Film
    - Beste Regie (Miloš Forman)
    - Bester Hauptdarsteller (F. Murray Abraham)
    - Bestes Szenenbild (Patrizia von Brandenstein, Karel Černý)
    - Bestes Kostümdesign (Theodor Pištěk)
    - Bestes Make-up (Paul LeBlanc, Dick Smith)
    - Bester Ton (Mark Berger, Thomas Scott, Todd Boekelheide, Christopher Newman)
    - Bestes adaptiertes Drehbuch (Peter Shaffer)

  - nominiert:
    - Bester Hauptdarsteller (Tom Hulce)
    - Beste Kamera (Miroslav Ondrícek)
    - Bester Schnitt (Nena Danevic, Michael Chandler)
- Golden Globe Award 1985
  - gewonnen:
    - Bester Film – Drama
    - Beste Regie (Miloš Forman)
    - Bester Hauptdarsteller – Drama (F. Murray Abraham)
    - Bestes Filmdrehbuch (Peter Shaffer)

  - nominiert:
    - Bester Hauptdarsteller – Drama (Tom Hulce)
    - Bester Nebendarsteller (Jeffrey Jones)
- César 1985
  - Bester ausländischer Film
- LAFCA Awards 1984
  - gewonnen:
    - Bester Film – Drama
    - Beste Regie (Miloš Forman)
    - Bester Hauptdarsteller – Drama (F. Murray Abraham)
    - Bestes Filmdrehbuch (Peter Shaffer)
- American Cinema Editors
  - Bester Film (Nena Danevic und Michael Chandler)
- Casting Society of America
  - Bestes Casting Mary (Goldberg)
- Directors Guild of America
  - Beste Regie (Miloš Forman)
- Kansas City Film Critics Circle Award
  - Bester Hauptdarsteller – (F. Murray Abraham)
- BAFTA
  - gewonnen:
    - Beste Kamera (Miroslav Ondříček)
    - Bester Schnitt (Nena Danevic und Michael Chandler)
    - Bestes Make-Up (Dick Smith und Paul LeBlanc)
    - Bester Ton (Mark Berger, John Nutt und Christopher Newman)

  - nominiert:
    - Bester Film – Drama (Miloš Forman and Saul Zaentz)
    - Bester Hauptdarsteller – Drama (F. Murray Abraham)
    - Bestes adaptiertes Filmdrehbuch (Peter Shaffer)
    - Beste Kostüme (Theodor Pištěk)
    - Bestes Produktions-Design (Patrizia von Brandstein)
- David di Donatello
  - Bester ausländischer Film
  - Beste Regie ausländischer Film (Miloš Forman)
  - Bester Hauptdarsteller – Drama (Tom Hulce)
- Nastro d’Argento
  - Beste Regie ausländischer Film (Miloš Forman)
  - Bester Hauptdarsteller – Drama (Tom Hulce)
- Japan Academy Preis
  - Bester ausländischer Film
- Amanda Award (Norwegen)
  - Bester ausländischer Film

2019 wurde der Film in das National Film Registry aufgenommen.